# Яструб рудий
Яструб рудий (Erythrotriorchis radiatus) — хижий птах роду рудих яструбів родини яструбових ряду яструбоподібних. Це рідкісний птах, ендемік Австралії.

## Опис
Довжина птаха 45–60 см, розмах крил 110–135 см. Виду притаманний статевий диморфізм. самці важать 630-340 г, самки 1100–1400 г. Дорослі птахи мають руде забарвлення, поцятковане численними чорними і білмим плямкками; забарвлення молодих птахів ще більш пістряве. Восковиця блідо-сіро-блакитна, ноги жовті.

## Поширення
Рудий яструб є ендеміком півночі Австралії. Важливими орнітологічними територіями, визначеними BirdLife International з метою збереження рудого яструба є Лілівейл, що на півострові Кейп-Йорк в штаті Квінсленд, Національний парк Какаду і острови Тіві на Північній Території і заповідик Морнінгтон в Західній Австралії. Рудий ястреб мешкає в ділянках лісу в савані, поблизу водойм.

## Раціон
Рудий яструб здебільшого полює на птахів, особливо на папуг і голубів, рідше полює на ссавців, рептилій і великих комах. 

## Розмноження
сезон розмноження триває в північній частині ареалу з травня по жовтень і в східній частині ареалу з серпня по жовтень. Птахи будують гніздо діаметром 60-120 см і глибиною 20-50 см. В кладці 1-2 яйця. Інкубація триває 40 днів, пташенята вперше покидають гніздо на 51 день, і ще 2-3 місяці залишаються під опікою батьків.

## Збереження
Рудий яструб є одним з найрідкісніших хижих птахів Австралії. За оцінкою дослідників, в 2011 році популяція рудих яструбів нараховувала до 1400 дорослих птахів. однак популяція зменшується. МСОП вважає стан збереження цього виду близьким до загрозливого. Охороняється законами Австралії.